# Dryade

The Dryad von Evelyn De Morgan

Die Dryaden (altgriechisch Δρυάδες Dryádes) sind Baumgeister der Griechischen Mythologie und eine Untergruppe der Nymphen. 

## Etymologie
So wie auch bei den meisten anderen Nymphenklassen setzt sich der Name der Dryaden aus ihrem Aufenthaltsgebiet zusammen, wobei das griechische Wort δρῦς drýs für „Baum, Eiche“ steht (aus der indoeuropäischen Wurzel *deru-„Baum“). In diesen Gebieten herrschen sie als Ortsgöttinnen. Obwohl Dryaden später als Baumgeister aller Baumarten bekannt wurden, waren es ursprünglich nur Nymphen der Eichen.

## Mythos
Ihr Lebenszyklus ist ungemein höher als der eines sterblichen Menschen, was sich auch an der Sibylle Herophile zeigt, die 900 Jahre alt wurde. So besitzen auch Dryaden in der Erzählung um Herakles Eromenos Hylas ewiges Leben und unvergängliche Schönheit. In einer Erzählung über die Nymphe Echemeia wird darüber berichtet, dass diese von den Pfeilen der Artemis durchbohrt wurde und dies sogar überlebte, nachdem sie von der Persephone in die Unterwelt gebracht worden war. Im Gegensatz dazu zeigt die Geschichte der Dryade Eurydike, wie diese ihr Ableben durch einen giftigen Schlangenbiss gefunden hat.
Zu verbinden sind die Dryaden mit einer anderen Art von Baumnymphen, den sogenannten Meliai, die auch bekannt als Eschen-Nymphen sind. Diese fanden nach Hesiod mit den Erinnyen und Giganten ihre Entstehung, nachdem die Tropfen aus dem abgeschlagenen Glied des Uranos auf die Erde gefallen waren und diese befruchtet hatten. Hesiod sieht diese auch als den Ursprung der ersten Menschen.
Auch nach Homer sind die Baumgeister die Mütter der Menschheit. So hatte auch der Flussgott Phoroneus die Nymphe Melia zur Mutter. Eine Parallele für einen Baum als Erzeuger der Menschheit findet sich in der germanischen Mythologie, siehe hier Yggdrasil.
In den Metamorphosen von Ovid wird die Vergewaltigung der Nymphe Kallisto, Begleiterin der Göttin Diana, durch Jupiter beschrieben.

## Hamadryaden
Die Hamadryaden sind eine weitere Art von Baumnymphen, die aufgrund der engen Verbundenheit zu ihren Bäumen auch als Baumseelen angesehen wurden. So heißt es, dass sie mit ihren Bäumen entstehen und vergehen und damit einhergehend auch sterben sollten, falls ihren Bäumen ein Ende bereitet wird. Wird der Baum in irgendeiner Weise verletzt, so schadet dies auch die Hamadryade, was auch in Buch acht der Metamorphosen Ovids gezeigt wird. In einer der Erzählungen darin geht es um den Thessaler Erysichthon, der Holz benötigte und dafür in einem von der Demeter geheiligten Wald Holz hacken wollte. Beim Einschlagen seiner Axt in einen Baum quoll Blut aus der Rinde heraus und nur die Stimme der Hamadryade dieses Baumes war zu vernehmen, die ihn vor seiner Strafe warnte. Kybele tötet eine Baumnymphe durch auf den Baum ausgeführte Schläge. Ist eine Dryade zu lange von ihrem Baum getrennt oder leidet der Baum, so leidet auch die Dryade. In manchen Versionen können Hamadryaden ihren Baum für kurze Zeit verlassen und sich außerhalb ihres Baumes frei bewegen.
Hamadryaden wurden im Laufe der Zeit, aufgrund von Vermischungen der einzelnen Nymphenarten, zu Baumgöttinnen.
Siehe auch unter Daphne, die eine mit dem Lorbeer verbundene Dryade wurde.
Die Hamadryaden waren laut Pherenikos die Töchter des Waldgeistes Oxylos und seiner Schwester, der Dryade Hamadryas. Die namentlich überlieferten Hamadryaden waren Aigeiros, Ampelos, Balanos, Karya, Kraneia, Orea, Ptelea und Syke. Darüber hinaus hatten Oxylos und Hamadryas weitere Töchter. Der Name jeder dieser Töchter stand Pate für den griechischen Namen einer Baumart, Aigeiros etwa für die Schwarzpappel, Ampelos für den Weinstock, Balanos für die Eiche, Karya für den Nussbaum (Hasel- und Walnussbaum, eventuell auch für die Esskastanie), Kraneia für die Kornelkirsche, Orea für den schwarzen Maulbeerbaum oder aber den wilden Olivenbaum, Ptelea für die Bergulme und Syke für den Feigenbaum.